# Divieto di avvicinamento ai luoghi frequentati dalla persona offesa
Il divieto di avvicinamento ai luoghi frequentati dalla persona offesa è un divieto legale, una misura cautelare personale, coercitiva e obbligatoria, prevista e disciplinata dall'art. 282-ter del codice di procedura penale italiano.

## Disciplina
Con il provvedimento che dispone il divieto di avvicinamento il giudice prescrive all'imputato di non avvicinarsi a luoghi determinati abitualmente frequentati dalla persona offesa ovvero di mantenere una determinata distanza da tali luoghi o dalla persona offesa.
Qualora sussistano ulteriori esigenze di tutela, il giudice può prescrivere all'imputato di non avvicinarsi a luoghi determinati abitualmente frequentati da prossimi congiunti della persona offesa o da persone con questa conviventi o comunque legate da relazione affettiva ovvero di mantenere una determinata distanza da tali luoghi o da tali persone.
Il giudice può, inoltre, vietare all'imputato di comunicare, attraverso qualsiasi mezzo, con le persone predette.
Quando la frequentazione dei luoghi frequentati dalla persona offesa sia necessaria per motivi di lavoro ovvero per esigenze abitative, il giudice prescrive le relative modalità e può imporre limitazioni.